# Turning Point (2010)
Pour les articles homonymes, voir Turning Point.
Turning Point est un pay-per-view de catch organisé par la Total Nonstop Action Wrestling chaque année en novembre. Il s'est passé à Orlando en Floride dans iMPACT! Zone

## Contexte
Les spectacles de la Total Nonstop Action Wrestling en paiement à la séance sont constitués de matchs aux résultats prédéterminés par les scénaristes de la TNA. Ces rencontres sont justifiées par des storylines - une rivalité avec un catcheur, la plupart du temps - ou par des qualifications survenues dans les émissions de la TNA telles que TNA Xplosion et TNA Impact!. Tous les catcheurs possèdent un gimmick, c'est-à-dire qu'ils incarnent un personnage face (gentil), heel (méchant) ou tweener (neutre, apprécié du public), qui évolue au fil des rencontres. Un pay-per-view comme Turning Point est donc un évènement tournant pour les différentes storylines en cours.

## Matches
| # | Matches | Stipulations                                                                                    | Temps |
| - | --- | ----------------------------------------------------------------------------------------------- | ----- |
| 1 | Robbie E (avec Cookie) gagne contre Jay Lethal (c)                                                                                                   | Match simple pour le TNA X Division Championship                                                | 10:42 |
| 2 | Mickie James vs Tara se termine en no-contest | Match simple                                                                                    | 10:17 |
| 3 | The Motor City Machine Guns (Alex Shelley et Chris Sabin) battent la Team 3D (Brother Devon and Brother Ray)                                         | Match en équipe pour le TNA World Tag Team Championship                                         | 18:08 |
| 4 | Rob Van Dam gagne contre Tommy Dreamer | Match sans disqualification                                                                     | 16:53 |
| 5 | Fortune (A.J. Styles, Kazarian, Doug Williams, Robert Roode, et James Storm) battent EV 2.0 (Raven, Rhino, Sabu, Stevie Richards and Brian Kendrick) | Match de dix hommes en equipes. Fortune gagne doit virer un membre de EV2. Ric Flair vire Sabu. | 12:05 |
| 6 | Abyss gagne contre D'Angelo Dinero | Lumberjack match, c'était un lumberjacks avec les amis de Dinero's Congregation                 | 13:02 |
| 7 | Jeff Jarrett gagne contre Samoa Joe | Match simple                                                                                    | 10:32 |
| 8 | Jeff Hardy (c) gagne contre Matt Morgan | Match simple pour le TNA World Heavyweight Championship                                         | 13:06 |